# 高橋啓治郎
高橋 啓治郎（たかはし けいじろう、1977年 - ）は、日本のプログラマー、Unityエバンジェリスト。

## 略歴
小学生の頃から8bitパソコンでプログラミングを書いていた。
1999年に東京電機大学工学部情報通信工学科を卒業。その後は大手ゲームメーカーに10年間在籍する。後に独立してフリーランスのプログラマーとしてiOSアプリやAndroidアプリの開発に携わりながら、Unityを使っての個人制作や書籍の執筆などを行う。
2012年からはユニティ・テクノロジーズ・ジャパンのエバンジェリストとなり、日本国内におけるUnityの伝導活動を行っている。

## 著書

### 単著
- 『Unity入門 : 高機能ゲームエンジンによるマルチプラットフォーム開発』（2011年10月1日、ソフトバンククリエイティブ）ISBN 4797365331

### 共著
- 畑圭輔・加藤寛人・坂本一樹・藤川宏之・高橋啓治郎・沖田知彦・柳澤昇著『iOS4プログラミングブック』（2011年1月27日、インプレス）ISBN 4844329766